# Cirrhilabrus naokoae
Cirrhilabrus naokoae là một loài cá biển thuộc chi Cirrhilabrus trong họ Cá bàng chài. Loài này được mô tả lần đầu tiên vào năm 2009.

## Từ nguyên
Từ định danh naokoae được đặt theo tên của bà Naoko, vợ của tác giả Hiroyuki Tanaka.

## Phạm vi phân bố và môi trường sống
C. naokoae được biết đến lần đầu tiên thông qua 3 mẫu vật của cá đực được lấy từ một cửa hàng cá cảnh. Sau này, C. naokoae mới được ghi nhận chắc chắn tại vùng biển phía tây bắc đảo Sumatra (Indonesia). Các mẫu vật của C. naokoae được thu thập ở độ sâu khoảng 10–20 m.

## Mô tả
Chiều dài lớn nhất được ghi nhận ở C. naokoae là 6 cm. Loài này có kiểu hình rất giống với Cirrhilabrus joanallenae.
Vây đuôi bo tròn ở cá cái và cá đực. Vây bụng của cá đực rất dài và lớn, có màu đen. Cá đực có màu đỏ thẫm ở thân trên (lan rộng đến gốc vây ngực và nửa trên cuống đuôi), thân dưới và bụng màu trắng, được ngăn cách bởi một dải màu vàng kéo dài đến nửa dưới cuống đuôi (dày hơn so với C. joanallenae). Nửa dưới đầu có màu trắng, vệt trắng uốn cong lên nắp mang (C. joanallenae không có đặc điểm này). Khi sợ hãi, C. naokoae xuất hiện các vệt lốm đốm trắng trên cơ thể.
Hình dạng vây lưng của C. naokoae không giống bất kỳ loài nào trong chi Cirrhilabrus. Bốn gai đầu tiên nhô cao làm phần vây lưng trước có hình tam giác giống như cánh buồm, trong khi các thành viên còn lại trong nhóm phức hợp loài thì các tia gai vươn dài như sợi. Vây lưng và vây hậu môn màu đỏ nâu, viền xanh óng ở rìa với các hàng đốm xanh dọc theo chiều dài của vây. Vây đuôi ánh màu xanh lam nhờ vào màu của các tia vây.
Cá cái màu đỏ cam, nhạt dần sang màu trắng ở phần bụng với một đốm đen duy nhất trên cuống đuôi. Hai bên thân có các hàng sọc ngang.
Số gai ở vây lưng: 11–12; Số tia vây ở vây lưng: 9; Số gai ở vây hậu môn: 3; Số tia vây ở vây hậu môn: 9; Số tia vây ở vây ngực: 15; Số gai ở vây bụng: 1; Số tia vây ở vây bụng: 5.

## Phân loại học
C. joanallenae và C. naokoae được gộp vào một nhóm phức hợp loài cùng với Cirrhilabrus humanni, Cirrhilabrus morrisoni và Cirrhilabrus rubriventralis, đặc trưng bởi vây lưng vươn cao, vây đuôi bo tròn và vây bụng hình cánh quạt.
Những cá thể lai tạp giữa C. joanallenae và C. naokoae đã được ghi nhận tại phía bắc đảo Sumatra, nơi hai loài có cùng khu phân bố.

## Thương mại
C. naokoae được thu thập trong ngành buôn bán cá cảnh.